# Сентро (Монтевидео)
Сентро — внутренний город (баррио) Монтевидео, Уругвай. Главный проспект — Проспект 18 июля. Раньше Сентро был крупнейшим коммерческим центром Монтевидео, но после открытия в нём первых торговых центров многие небольшие магазины начали закрываться.

## История
Из-за военного происхождения в Монтевидео было запрещено что-либо строить за стенами города вплоть до того, как Уругвай обрёл независимость. Этот район изначально назывался Кампо де Марте или эхидо (общий). Примерно в 1750 году колониальная изуверская полиция и военные Монтевидео отметили границы запретной зоны в пределах города по отношению к Кордону. В итоге Кордон стал названием района за пределами Кампо-де-Марте.
В 1829 году (спустя четыре года после провозглашения независимости) Национальное собрание решило свернуть укрепления Сьюдад-Вьеха и расширить город. В то время население Монтевидео составляло около 14 000 человек. Планы для дополнительных 160 городских блоков были разработаны военным инженером Доном Хосе Марией Рейес. Планировалась новая площадь, в 1840 году названная Площадь Каганча, улицы проименовал Андрес Ламас с 1843 года. Район развивался весьма медленно из-за Гражданская война в Уругваегражданской войны 1839-1852 годов. В 1867 году в центре Площади Каганча установили Статую Мира (Ла-Пас).

## Карта с достопримечательностями
|  | 1. Edificio Lapido (Palacio de la Tribuna Popular) 2. Palacio Brazil 3. Plaza Fabini: Edificio Rex y Sala Zitarrosa, Edificio London Paris, Subte Municipal 4. Plaza Cagancha: Edificio Libertad, Palacio Piria, Palacio Montero, Museo Pedagógico, Ateneo de Montevideo, Mercado de los Artesanos, Palacio Chiarino 5. Mercado de la Abundancia (рестораны и шоу) 6. Palacio Municipal (City Hall): Michaelangelo’s David (replica), Museo de Historia del Arte, Photographic Archive of Montevideo 7. SODRE (балет и симфонический оркестр) 8. Здание ANCAP |